# Olympische Sommerspiele 1976/Teilnehmer (Libanon)
| Gelbes Symbol für Goldmedaillen mit stilisierten Olympischen Ringen | Graues Symbol für Silbermedaillen mit stilisierten Olympischen Ringen | Braundes Symbol für Bronzemedaillen mit stilisierten Olympischen Ringen |
| ------------------------------------------------------------------- | --------------------------------------------------------------------- | ----------------------------------------------------------------------- |
| —                                                                   | —                                                                     | —                                                                       |

Der Libanon nahm an den Olympischen Sommerspielen 1976 in Montreal mit einer Delegation von drei männlichen Athleten an vier Wettkämpfen in drei Sportarten teil. Es konnte keine Medaille gewonnen werden.

## Teilnehmer nach Sportarten

### Judo
- David Saad
Leichtgewicht: in der 1. Runde ausgeschieden

### Leichtathletik
- Ghassan Faddoul
Weitsprung: in der Qualifikation ausgeschieden

### Ringen
- Imad Faddoul
Mittelgewicht: in der 1. Runde ausgeschieden